# Joseph C. Phillips
Joseph C. Phillips, Joseph Connor Phillips, ibland bara Joseph C. Phillips, amerikansk skådespelare, född 17 januari 1962 i Denver, Colorado, USA.

## Filmografi (urval)
- 1984 - The Cosby Show
- 2000 - Midnight Blue
- 2005 - Getting Played